# カリビアンシリーズ
カリビアンシリーズ（英: Caribbean Series）またはセリエ・デル・カリベ（西: Serie del Caribe）は、ラテンアメリカの国際野球大会である。各国・地域の国内ウィンターリーグを勝ち上がったチームが毎年2月に集い、ラテンアメリカ王座をかけて争う。
メジャーリーグベースボールの優勝決定戦ワールドシリーズになぞらえて、カリビアン・ワールドシリーズ（英: Caribbean World Series）あるいはセリエ・ムンディアル・デル・カリベ（西: Serie Mundial del Caribe）とも呼ばれる。

## 歴史

### 主催団体の設立

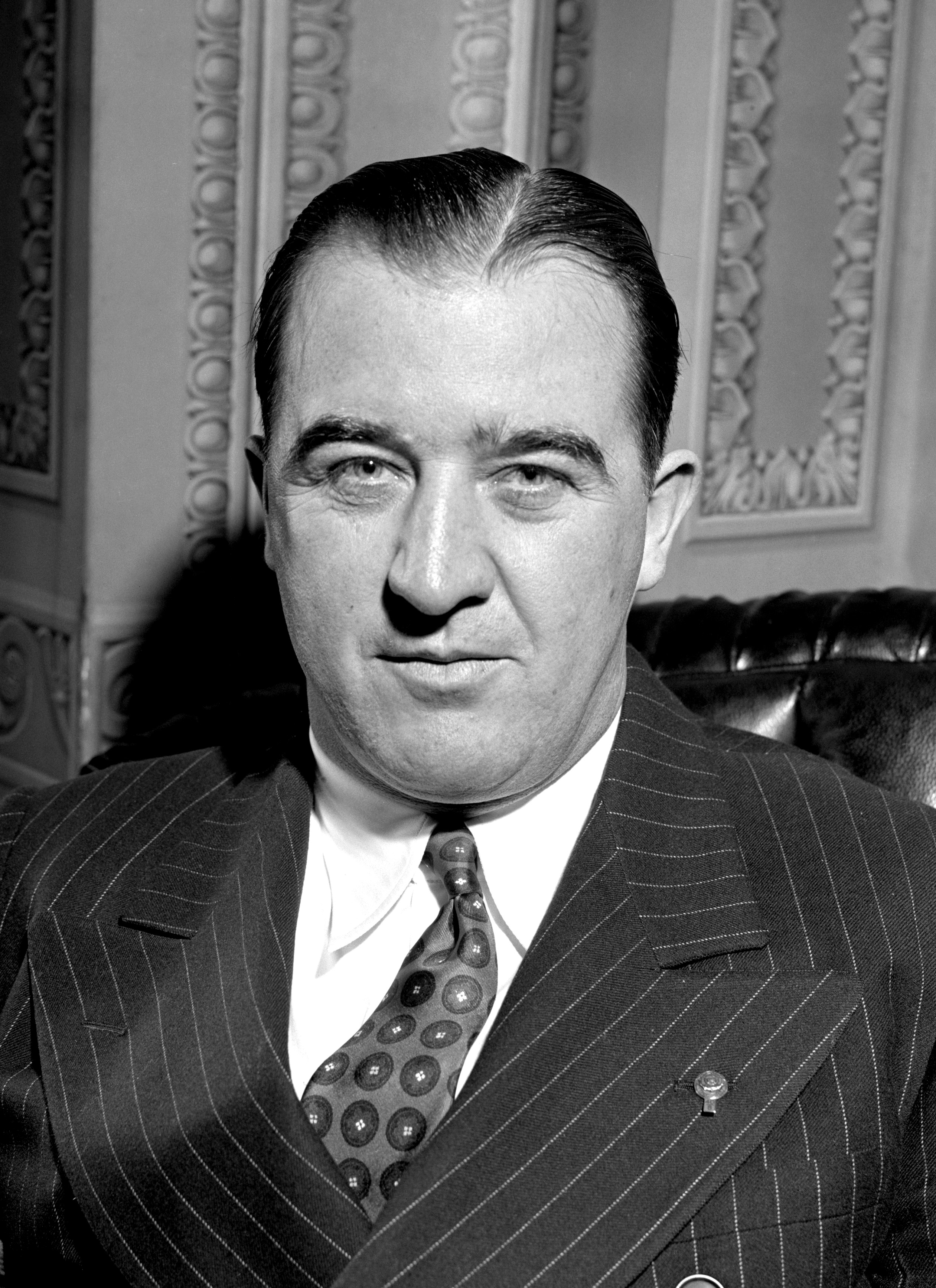
ハッピー・チャンドラーはMLBコミッショナーを11月から7月まで務めた。彼がリーガ・メヒカーナ・デ・ベイスボルへ移籍した選手に処分を課し、その一方で有色人種選手のMLB入りを認めたことが、カリビアンシリーズ設立の遠因となった

カリビアンシリーズは1949年2月に、キューバ、パナマ、プエルトリコ、ベネズエラの4か国・地域が参加して初開催された。この4か国が集う背景にはふたつの出来事があった。ひとつはメキシコのリーガ・メヒカーナ・デ・ベイスボル（メキシコ夏季リーグ）によるメジャーリーグベースボール（MLB）からの選手引き抜き、もうひとつはジャッキー・ロビンソンのMLB入りである。
アメリカ合衆国では1901年のアメリカンリーグ発足により、先行のナショナルリーグと合わせて現在のMLBを構成する2リーグが揃った。両リーグは球界における支配的地位を利用し、選手との契約に保留条項を盛り込んで給料を抑制した。安い給料は選手と賭博師との癒着を生み、1919年にはワールドシリーズでの八百長事件、いわゆる "ブラックソックス事件" 発生という事態を招いた。この八百長に関与したとされ球界を追放されたジョー・ジャクソンは、年俸が6000ドルを超えたことがなかったとされる。また、この両リーグや資金力で劣る全米各地のマイナーリーグはいずれも白人選手だけで構成され、アフリカ系アメリカ人など有色人種の選手に門戸を閉ざしていた。有色人種の選手たちは独自に "ニグロリーグ" を立ち上げたが、こちらは経済的にはMLB以上に厳しいものだった。1932年にサチェル・ペイジがピッツバーグ・クロフォーズ入団の際に提示された月給は700ドルで、これはニグロリーグでは「破格」の条件だった。こうした状況下、白人選手も有色人種の選手もさらなる収入を、さらに有色人種の選手は白人選手と同じ舞台でプレイする機会も求めて、カリブ海沿岸各地のウィンターリーグに参加するようになった。モンテ・アーヴィンは「ウィンターリーグの給料は良かったよ。ニグロリーグでは月に200ドルももらえないのに、キューバだと月に1500ドルはもらえた」と話している。
リーガ・メヒカーナ・デ・ベイスボルは首都メキシコシティ周辺の地方リーグとして1925年に創設され、1940年にホルヘ・パスケルの球団買収による参入をきっかけに全国規模のリーグへと成長、1946年にパスケルがリーグ会長に就任するとMLBの選手を引き抜き始めた。MLB、およびマイナーリーグ統括団体の全米プロ野球リーグ協会（英: National Association of Professional Baseball Leagues, NAPBL）から成る "オーガナイズド・ベースボール" はタンパリングを御法度としていたが、その枠外にいたリーガ・メヒカーナ・デ・ベイスボルにはオーガナイズド側の規則に従う理由がなかった。リーガ・メヒカーナ・デ・ベイスボルは例えば、セントルイス・カージナルスで年俸1万3500ドルだったスタン・ミュージアルに対し、契約金5万ドル＋5年総額12万5000ドルのオファーを出したとされる。MLBコミッショナーのハッピー・チャンドラーは対抗措置として、リーガ・メヒカーナ・デ・ベイスボル移籍選手に5年の追放処分を課すと警告した。結局、ミュージアルやジョー・ディマジオのようなスター選手はMLBに残留したが、サル・マグリーやミッキー・オーウェン、ダニー・ガーデラといった選手たちがメキシコでのプレイを選択した。この「野球戦争」と呼ばれた選手争奪戦は、メキシコ側の設備の貧弱さや審判員の不公正な判定が選手に不評で、さらに十分な観客を集められず収益を得られなかったことから、オーガナイズド側の勝利に終わった。しかし有期追放処分は覆らず、ガーデラのように合衆国地方裁判所へ訴えを起こす選手も出てきた。
MLBにとって1946年は、第二次世界大戦終結後初の開幕戦を迎えるシーズンだった。ミュージアルやディマジオらが従軍による1シーズン以上の欠場――といっても彼らはヨーロッパやアジアの戦地には送られず、アメリカ合衆国本土やハワイ準州などで兵士向けの壮行野球をしていたが――から復帰する年であり、ガーデラがリーガ・メヒカーナ・デ・ベイスボルを新天地に選んだのも、ジョニー・マイズの復員による出場機会喪失の恐れが背景にあった。この大戦で、有色人種のアメリカ人が白人とともにアメリカ軍の兵士として戦ったことで、人種間の融和を求める声が有色人種だけでなく白人からも挙がるようになった。1945年9月には、ヨーロッパ作戦戦域の兵士による野球大会の優勝決定シリーズがドイツのニュルンベルクとフランスのランスで行われ、特にニュルンベルクでは5万人近い兵士が観戦に訪れるなかで白人と黒人の混成チームがプレイしたのみならず、優勝チームの祝勝会でも白人と黒人が隔離されず同じ席で食事をとった。また同年、チャンドラーはコミッショナーに就任すると「黒人青年が、沖縄やガダルカナルで立派にやれたのなら、野球界でも立派にやれるだろう」と述べた。この流れを受け、ブルックリン・ドジャースはロビンソンとジョン・ライトの2選手と契約、1946年に傘下マイナーリーグでプレイさせたのち、残ったロビンソンを翌1947年にメジャーへ昇格させてデビューさせた。これを機に他球団も、球団によって程度に差があるとはいえ、有色人種選手の採用に動き始めた。
有期追放処分を受けた選手のなかには、リーガ・メヒカーナ・デ・ベイスボル終了後に各地のウィンターリーグへ出場する者もいた。例えば、メキシコ行きを選んだ選手のなかに、投手のマックス・ラニアーがいる。彼はキューバの "リーガ・クバーナ・デ・ベイスボル"（LCB）に、アラクラーネス・デル・アルメンダーレスの一員として参加していた。こうした状況下でLCBは、オーガナイズド陣営非加盟ながら処分への協力を要請された。LCBは、ここで協力しておかないと今後MLB入りするであろう有色人種選手の派遣を拒否される可能性があったため、この要請を受け入れ1947年7月にNAPBLへ入会した。この動きにプエルトリコやパナマ、ベネズエラの各ウィンターリーグが追随した。この3か国・地域各リーグは同年12月のNAPBL総会で入会の意向を表明し、翌1948年4月にはキューバも交えてカリブ海プロ野球連合（西: Confederación de Béisbol Profesional del Caribe, CBPC）を設立した。CBPC初代コミッショナーには、キューバ人のラファエル・インクラーンが就任した。
なお、リーガ・メヒカーナ・デ・ベイスボル移籍選手に対する有期追放処分は、1949年6月に前倒しで解除された。これにより処分対象選手は、MLBやその傘下のマイナーリーグはもちろん、CBPC各国・地域のウィンターリーグにも出場することが可能になった。この解除のきっかけは、ガーデラが起こした訴訟である。MLBの保留条項は1922年に、合衆国最高裁判所がMLBを反トラスト法の適用除外と認定したことで法的根拠を得ていた。しかし1949年2月、合衆国控訴裁判所がガーデラ側に有利な判断を下したことで、MLBはその特権を失うリスクを負ったため、和解のために処分解除に動いた。

### 大会の開始
1941年10月、第4回アマチュア・ワールドシリーズ（のちのIBAFワールドカップ）でベネズエラ代表が初優勝を果たした。同国の実業家ヘスス・コラオはこれを機に、複数の優勝メンバーを自社従業員兼選手として雇い入れ、翌年5月には自らが所有していた野球チームを改組してセルベセリア・カラカス（のちのレオネス・デル・カラカス）を結成した。同国代表チームが1944年と1945年にもアマチュア・ワールドシリーズを制して野球人気が高まると、コラオは1946年10月、外国からチームを招いて "セリエ・インテラメリカーナ"（西: Serie Interamericana）という大会を開催した。この大会にはセルベセリア・カラカス、アメリカ合衆国のセミプロ球団ブルックリン・ブッシュウィックス、キューバ人選抜チームのオールキューバンズ、リーガ・メヒカーナ・デ・ベイスボルのモンテレイ・サルタンズの4チームが参加した。ベネズエラでは前年10月のクーデターによって軍政が崩壊しており、大会は憲法制定議会選挙とちょうど時期が重なっていたが、カラカスの球場は大会を通して常に満員だったという。このように好評を博したことで、大会は翌年以降もカラカスで継続して開催された。
セリエ・インテラメリカーナの成功に触発されたのが、同じベネズエラ人実業家のパブロ・モラレス・ペレスとオスカル・プリエト・オルティーズである。ふたりは以前から球界に携わっており、1942年10月には強豪球団ナベガンテス・デル・マガジャネスとセルベセリア・カラカスの初対戦を、コラオとの協力により実現させた。またモラレスは、1946年から1947年にかけて国際アマチュア野球連盟の会長を務めた経験を持つ。ふたりは、カリブ海沿岸各地のウィンターリーグ王者を集める大会の構想を練り上げた。この構想は、CBPC設立前の1948年1月にアメリカ合衆国フロリダ州マイアミで開かれた会合において提案され、設立後の同年8月にキューバの首都ハバナで開かれた会合において採用されることが決まった。
1948-49シーズン、CBPC加盟各国・地域ウィンターリーグで第1回カリビアンシリーズ出場権を獲得したのは、以下の4球団だった。
| - アラクラーネス・デル・アルメンダーレス - インディオス・デ・マヤグエス | - スパーコーラ・コロナイツ - セルベセリア・カラカス |

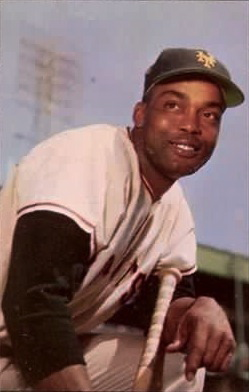
モンテ・アーヴィンは、ニグロリーグのニューアーク・イーグルスからMLBのニューヨーク・ジャイアンツへ移籍した。この年のMLBでの年俸が5000ドルだったのに対し、シーズン開幕前に出場した第1回カリビアンシリーズ6試合の出場給は2000ドルにのぼったという

この4球団が1949年2月20日、ハバナのグラン・エスタディオ・デル・セロ（のちのエスタディオ・ラティーノアメリカーノ）に集結し、大会が開幕した。開会式にはアメリカ合衆国からもオーガナイズド・ベースボールの重役が出席し、MLBコミッショナー事務局のウォルター・マルブリーがCBPCの旗を掲揚、NAPBL会長ジョージ・トラウトマンが始球式を務めた。初日の第1試合はインディオス・デ・マヤグエスとスパーコーラ・コロナイツの対戦で、インディオスの先発投手ウィルマー・フィールズが第1球を投じ、大会初安打はコロナイツの中堅手レッド・トレッドウェイが初回表に記録した。この試合は乱打戦となり長引いたため、第2試合の開始が遅れないように8イニングで打ち切られ、コロナイツが13－9で勝利した。続く第2戦では、セルベセリア・カラカスのダルミーロ・フィノルが4回裏に大会第1号の本塁打を放ったが、セルベセリアの得点はこの本塁打による1点にとどまり、地元キューバのアラクラーネス・デル・アルメンダーレスが16－1の大勝を収めた。大会は25日までの6日間、各球団が総当たり2回の計6試合を行い、アラクラーネスが全勝で初代王者となった。投手のアガピト・マヨールが3勝を挙げて大会MVPを受賞、打者ではモンテ・アーヴィンが2本塁打・11打点の活躍を見せた。観客動員面では6日間全て満員とはいかなかったものの、トラウトマンは今大会を成功と評価した。

### 1960年大会まで
カリビアンシリーズは翌1950年以降、プエルトリコの政庁所在地サンフアン→ベネズエラの首都カラカス→パナマの首都パナマシティ→キューバの首都ハバナ……と、CBPC加盟国・地域の首都で持ち回り開催された。この持ち回りは1960年まで3周・12年にわたり続いた。その一方、セリエ・インテラメリカーナはカリビアンシリーズ開始後も2年間継続したが、1950年の第5回大会を最後に終了した。セリエ・インテラメリカーナでは、ブルックリン・ブッシュウィックスが第1回から4連覇したのち、第5回はセルベセリア・カラカス（のちのレオネス・デル・カラカス）が優勝した。しかしベネズエラ勢は、カリビアンシリーズでは12回の出場で一度も優勝できなかった。この12年間で優勝回数が最も多かったのはキューバ勢で7回、次いでプエルトリコ勢が4回、パナマ勢が1回だった。
1950年大会では、地元プエルトリコのクリオージョス・デ・カグアスとパナマのカルタ・ビエハ・ヤンキースが4勝2敗で並んだため、優勝決定戦の直接対決が急遽7日目に組まれた。その結果、ヤンキースが9－3で勝利し優勝を決めた。このとき、敗れたクリオージョスで選手兼任監督を務めていたのがルイス・オルモである。オルモはプエルトリコのウィンターリーグ "リーガ・デ・ベイスボル・プロフェシオナル・デ・プエルトリコ"（LBPPR）において、1942-43シーズンに23歳でカングレヘーロス・デ・サントゥルセの選手兼任監督となりシーズンMVPを受賞、1943年7月にはプエルトリコ出身者では史上2人目のMLBデビューも果たした。しかし1946年、ダニー・ガーデラらと同様にリーガ・メヒカーナ・デ・ベイスボル移籍を選択したため、オーガナイズド・ベースボールから5年の追放処分を課された。1949年に処分が解除されると、同年10月のワールドシリーズに出場して本塁打を放ち、終了後にはクリオージョスの選手兼任監督として4季ぶりにLBPPRへも復帰した。もし1949年6月の前倒し処分解除がなければ、オルモはこのシリーズへの出場はできなかったことになる。翌1950-51シーズン、オルモ率いるクリオージョスはカングレヘーロスに敗れて、LBPPR連覇とカリビアンシリーズ出場を逃す。それでも、カリビアンシリーズ出場球団は同リーグ他球団からの補強選手獲得が認められているため、オルモはカングレヘーロスの一員として1951年大会に出場、打率.417・3本塁打・9打点の活躍で優勝とともに大会MVPを受賞した。
オルモはカリビアンシリーズ出場を通算で4度経験した。そのうち、1955年大会を制したカングレヘーロスは、プエルトリコの野球ファンや野球史家によって "史上最高のチーム" とされている。1954-55シーズンのカングレヘーロスでは、ウィリー・メイズとロベルト・クレメンテという、のちにアメリカ野球殿堂入りする外野手ふたりが右中間を組んだ。メイズは1954年のMLBで、ニューヨーク・ジャイアンツの正中堅手として活躍しナショナルリーグのMVPを受賞、9月下旬のワールドシリーズ初戦では "ザ・キャッチ" と称される好捕を披露した。当時ジャイアンツのコーチだったハーマン・フランクスがカングレヘーロスの監督を務めることや、ジャイアンツのオーナーとカングレヘーロスのオーナーが友人関係にあったことなどから、メイズはワールドシリーズ終了から2週間後にプエルトリコへ渡った。一方のクレメンテは1954年がマイナーリーグ1年目で、ブルックリン・ドジャース傘下AAA級で過ごしたのち、ルール5ドラフトでピッツバーグ・パイレーツへ移籍した。カングレヘーロスでクレメンテは、フランクスやメイズ、オルモらから、膝が開かない走塁フォームや送球時に余計な1歩のステップを減らすことなど、技術面で指導を受けた。フランクスは「クレメンテはLBPPRで最高の選手だ、ただしメイズは除いてね」と称賛した。

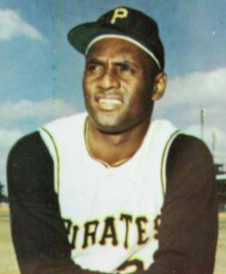
ロベルト・クレメンテは1953年のカリビアンシリーズのときもカングレヘーロス・デ・サントゥルセに所属していたが、当時は出場機会を得られずじまいだった。その2年後は主力選手として活躍し、カングレヘーロス優勝の原動力となった

カングレヘーロスには、ラテンアメリカの選手やニグロリーグの選手、黒人・白人を問わずアメリカ人メジャーリーガーなど、様々な出自の選手が混在していた。二遊間は白人若手選手のロン・サムフォードとドン・ジマーが組み、ニグロリーグ出身で30代のジョージ・クロウやボブ・サーマンらが打線に厚みを加えた。先発ローテーションではニグロリーグ出身のサム・ジョーンズとビル・グリーソン、そしてプエルトリコ人のルーベン・ゴメスが3本柱を形成した。カングレヘーロスはLBPPRのレギュラーシーズンを首位で通過し、クリオージョスとの優勝決定シリーズも4勝1敗で制覇。カリビアンシリーズの優勝予想でも本命視され、開催地ベネズエラのファンから大きな注目を集めた。カングレヘーロスは初戦から2連勝のあと、3日目に地元ベネズエラのナベガンテス・デル・マガジャネスと対戦する。この試合では両チームの先発投手、カングレヘーロスのジョーンズとナベガンテスのラモン・モンザントによる投げ合いが延長11回まで続き、最後はクレメンテの出塁からメイズが2点本塁打を放ってカングレヘーロスが勝利を収めた。4日目と5日目も勝ち、カングレヘーロスは前評判どおりに優勝した。ここで特筆すべきは、この年のカングレヘーロスは他の年の優勝球団と異なり、補強選手をひとりも入れず自前の選手だけで優勝したことである。大会MVPを受賞したジマーは「ウィンターリーグ史上最高のチームかも」と述べ、フランクスは後年「投手陣の層がもう少し厚ければ、MLBでも優勝しうるチームだった」と振り返っている。
1955年大会終了時点では、全7大会中4大会でプエルトリコ勢が優勝していた。しかし、翌1956年大会からはキューバ勢が5連覇で優勝回数を7回に伸ばし、プエルトリコ勢を一気に逆転した。国・地域単位では、5連覇は歴代最長記録である。球団単位でも、ティグレス・デ・マリアナオが史上初の連覇を1957年・1958年に成し遂げた。1957年大会のティグレスでは、ジム・バニングが投手陣のエースを務め、野手ではソリー・ドレイクやミニー・ミノーソらが活躍した。バニングは大会終了後、MLBのシーズンでは3年目で初めてマイナーリーグへ降格することなく1年を投げ抜き、45試合267.1イニングで20勝8敗・防御率2.69の好成績を残す。当時の所属球団デトロイト・タイガースはバニングの肩の疲労を考慮し、1957-58シーズンのウィンターリーグ参加を見送らせた。ティグレスは新シーズンをバニング抜きで迎えたものの "リーガ・クバーナ・デ・ベイスボル"（LCB）、さらにカリビアンシリーズでも連覇を果たした。カリビアンシリーズにおいては、ミノーソが1957年・1958年と2年連続で大会ベストナインを受賞し、連覇の原動力となった。
当時のLCBはティグレスのほか、カリビアンシリーズ初代王者アラクラーネス・デル・アルメンダーレス、そしてレオネス・デル・ハバナとエレファンテス・デ・シエンフエーゴスの4球団で構成されていた。1949年の第1回大会から1960年大会までの12年間で、この4球団は全て優勝を経験している。リーグ加盟全球団がカリビアンシリーズ優勝経験ありというのは、4か国・地域のなかでキューバだけだった。試合単位の通算成績でも、エレファンテスの11勝1敗・勝率.917を筆頭に全球団が勝率.600超を記録しており、キューバ勢全体では51勝20敗1分・勝率.718だった。LCBのレベルは一般的に、MLBとマイナーリーグAAA級の中間程度にあったといわれている。ただ、球場を取り巻く雰囲気は、アメリカ合衆国とキューバで異なっていた。例えば、キューバの球場には賭博師が大っぴらに出入りしていた。また、関係者による銃の持ち込みも行われていた。ペドロ・フォルメンタルは相手投手から2度もビーンボールを投げつけられ、試合後に銃を持って相手のところへ乗り込もうとしたが、チームメイトに止められて断念したことがある。他にも、アラクラーネス監督のドルフ・ルケが中2日での登板を渋る投手に銃を突きつけて登板を承諾させたり、球審の判定に文句を言うトミー・ラソーダに対して球審が銃をちらつかせて黙らせたり、といった銃に関する逸話がLCBには残されている。
このLCBにおいて、1949-50シーズン前にエレファンテス共同オーナーのひとりとなっていたのが、キューバの実業家ボビー・マドゥロである。彼には、MLB球団をキューバに設立するという野望があった。1954年、マドゥロの球団ハバナ・シュガーキングスが、マイナーリーグAAA級インターナショナルリーグへ参入する。これは、将来のMLB球団設置がハバナに可能かどうかを占う試金石とみられていた。マドゥロはエレファンテスから手を引いてシュガーキングスの活動に専念し、キューバのみならずラテンアメリカ各地の有望株にオフのLCB出場を認めるという条件を提示して契約を結び、また既にLCBで活躍していた選手の獲得にも地の利を生かして他球団より早く動いた。こうしてシュガーキングスに入団した選手のひとりが、マイク・クェイヤーだった。クェイヤーは1956-57シーズンにLCBのアラクラーネスでリリーフを務めたのちシュガーキングスと契約、1958年はシュガーキングスで220イニングを消化し13勝12敗・防御率2.77という成績を残したあと、アラクラーネスでは1959年のカリビアンシリーズ優勝を経験した。

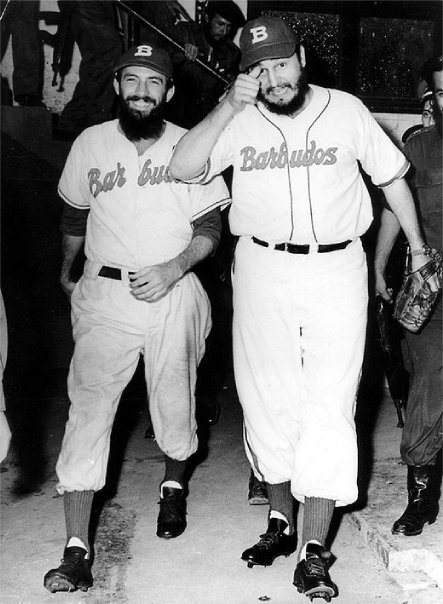
野球ユニフォーム姿のキューバ革命指導者、フィデル・カストロ（右）とカミロ・シエンフェゴス

しかし1960年、シュガーキングスはハバナから移転せざるを得なくなり、マドゥロの野望は潰える。そしてカリビアンシリーズも1961年大会が中止され、10年におよぶ長期の活動停止に追い込まれた。その原因となったのは、キューバで起こった政変だった。

### キューバ革命の影響による大会の休止
キューバでは、フルヘンシオ・バティスタが政治の実権を掌握し独裁政治を展開していた。バティスタ政権はアメリカ合衆国の傀儡政権とも化していた。当時のキューバを、デイヴィッド・ハルバースタムは次のように描写している。
賭博を仕切っていたのはマイヤー・ランスキーらアメリカのマフィアであり、セックスショー出演者を普段サトウキビ畑での低賃金労働に従事させていたのはユナイテッド・フルーツなどのアメリカ企業であり、バティスタの政治的後ろ盾となっていたのは合衆国駐キューバ大使アール・E・T・スミスだった。弁護士フィデル・カストロらはこの状況を打破すべく武装組織を結成して、1953年7月26日にオリエンテ州サンティアーゴ・デ・クーバのモンカダ兵営を襲撃し、反乱を開始する。襲撃失敗後カストロはいったんメキシコへ逃れるが、チェ・ゲバラと合流しキューバへ帰国、1958年に攻勢をかけた。その結果、バティスタは1959年1月1日に出国し政権は崩壊した。トミー・ラソーダは1958-59シーズンの "リーガ・クバーナ・デ・ベイスボル"（LCB）に参加し、バティスタの国外逃亡を目撃している。他のアメリカ人選手やその家族らと年越しパーティーをしていたところ「夜中の3時30分頃に飛行機が3機飛んでいるのが見えて『こんな時間に誰だよ』と言ってたら、実はそれがバティスタたちを乗せた飛行機だった」という。いわゆる "キューバ革命" である。
キューバ球界には、バティスタ支持者もいれば反バティスタ派もいた。ペドロ・フォルメンタルは、バティスタが設立した単一行動党の選挙運動に協力するほど、熱烈なバティスタ支持者だった。バティスタは1952年の大統領選挙に立候補するが、三つ巴の選挙戦ではロベルト・アグラモンテやカルロス・エビアと比べ、支持が伸び悩んでいた。そこで3月、バティスタはクーデターを起こして強引に権力を奪取する。球界ではマーティン・ディーゴが、これに反発しキューバを出国した。1953年2月、カリビアンシリーズの第5回大会がキューバのハバナで開催された。この大会に、フォルメンタルはキューバ代表レオネス・デル・ハバナの一員として出場して25打数14安打を記録し、ディーゴはベネズエラ代表レオネス・デル・カラカスの監督として参加した。ディーゴはキューバ出国後にメキシコでゲバラと知り合い、のちカストロやゲバラらがプレジャーボート "グランマ号" でメキシコからキューバへ乗り込む際には資金援助した。カストロらがバティスタ政権を打倒すると、ディーゴはキューバへ戻り、1971年に亡くなるまでキューバで暮らした。一方、フォルメンタルはバティスタ政権崩壊後に出国し、一時はスペインで生活したあと、アメリカ合衆国オハイオ州で1992年に死去した。

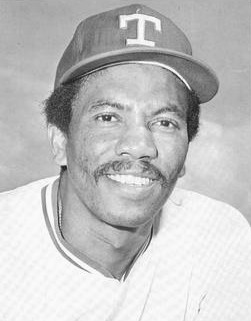
レオ・カルデナスは流れ弾を右肩に受けたものの、翌1960年にはシュガーキングスの親球団シンシナティ・レッズに引き上げられ、MLB初出場を果たしている

カストロ一派の攻勢が激化した1958年、ハバナ・シュガーキングスは安全確保の観点から本拠地移転を勧められた。候補地にはアメリカ合衆国フロリダ州キーウェストやドミニカ共和国の首都シウダートルヒーヨ（現在のサントドミンゴ）が挙げられたが、ボビー・マドゥロは「キューバにとって野球は宗教みたいなもので、政治は関係ない」と拒否し、ハバナに留まった。カストロ一派が政権を奪取すると、マドゥロは「シュガーキングス設立から5年経って初めて、平和で安全な環境のもとに球団運営ができそうだ」と前向きな見通しを述べた。しかし1959年7月26日未明、ハバナの安全性に疑問符を投げかける事件が発生する。シュガーキングスとロチェスター・レッドウイングスの試合中に複数のファンが銃を発砲し、流れ弾の1発がレッドウイングスのフランク・バーディが被っていたヘルメットを、もう1発がシュガーキングスのレオ・カルデナスの右肩を直撃した。元々この試合は前日に始まり、延長戦に突入していた。午前0時を過ぎて7月26日になった途端、モンカダ兵営襲撃6周年を祝すために球場内外のファンが銃で祝砲をあげ始めた。この騒ぎはいったん収まり試合が再開されたものの、12回表終了時に再び複数の銃弾が発射され、これがふたりに直撃した。ふたりとも命に別状はなかったものの、インターナショナルリーグはこの事件を受け、キューバ当局が公式に謝罪するまでハバナでの試合開催を中止した。
カストロ新政権とアメリカ合衆国との関係もぎくしゃくしていった。アメリカ合衆国政府は、バティスタ政権崩壊から1週間後の1月7日には、カストロ新政権を承認していた。カストロも、親米のバティスタ政権を打倒したからといって、当初から反米を標榜していたわけではない。1959年4月には訪米し、連邦議会上院の外交委員会にて、キューバ国内のアメリカ資産を接収しないと宣言している。中央情報局（CIA）内部でもカストロに好意的な評価を与える者が多く、ある担当官はこの訪米時と翌5月にカストロと面会したのち、彼のことをラテンアメリカの「民主的で反独裁勢力の新しい精神的指導者」と表現した。しかし11月には、カストロ政権は穏健派に代わって共産主義者が多数を占める顔ぶれとなり、アメリカ合衆国と対立するソビエト連邦の通商代表団を歓待するなど、左傾化が顕著になった。12月にはCIAがカストロの「キューバからの除去」を目指す方針を決めた。1960年3月4日、フランス船籍の蒸気貨物船 "ラ・クーブル号" がハバナの港で弾薬の荷降ろし中に爆発事故を起こすと、カストロは証拠がないにもかかわらずアメリカ合衆国の仕業と決めつけ、これがきっかけで両国関係の亀裂は決定的になった。同月中旬、アメリカ合衆国大統領ドワイト・D・アイゼンハワーはCIAの秘密工作計画に承認を与えた。
両国関係が緊迫するなか、インターナショナルリーグは1960年7月9日、シュガーキングスをハバナからアメリカ合衆国ニュージャージー州ジャージーシティへ移転させると発表した。国務長官クリスティアン・アーチボルド・ハーターから球界に、キューバから球団を撤退させるよう圧力がかかっていたという。マドゥロは「この決定は大きな過ちだ。野球がキューバとアメリカの人々を強く結びつけてきたのに」と批判し、シュガーキングスの一部キューバ人選手たちも抗議したが、決定は覆らなかった。シュガーキングスの本拠地球場であり第1回カリビアンシリーズ開催地でもあったグラン・エスタディオ・デル・セロ（のちのエスタディオ・ラティーノアメリカーノ）では、8月6日にカストロが「ヤンキー帝国主義には残念なお知らせだ」と、キューバ国内のアメリカ企業26社を国有化すると宣言した。アメリカ合衆国政府は食品と医薬品を除く物品の輸出禁止措置を1960年10月に発動し、1961年1月にはキューバとの国交を断絶、その後は数次にわたり対キューバ経済制裁を強化していった。
夏のシュガーキングスがキューバを去ったあと、冬のLCBが11月15日から2月15日にかけて行われた。しかしこのシーズン、LCBにアメリカ人選手の姿はなかった。MLBコミッショナーのフォード・フリックがアメリカ人選手に対し、LCBでプレイしないよう要請したためである。フリックはオーガナイズド・ベースボールの長として、さらにキューバ対策を講じる。1961年の第13回カリビアンシリーズは、CBPC加盟国・地域の持ち回り順の通りであればハバナ開催の予定だったが、フリックは「選手の安全が保証されない」として、キューバの開催権および出場権を剥奪した。この「選手の安全が保証されない」という理由は、1959年7月のシュガーキングス戦発砲事件のときに聞かれたのと同じものだった。1960-61シーズン終了後にはLCB内部からも、アラクラーネス・デル・アルメンダーレスが「フィデル・カストロが権力の座にいる限り」LCBでの活動を休止すると発表するなど、反カストロの動きがあった。カストロはLCBの解散に踏みきり、新たな国内トップリーグとしてアマチュアの "セリエ・ナシオナル・デ・ベイスボル" を立ち上げた。CBPCは定款で「どの国・地域であれプロでないリーグの加盟はできない」としており、カリビアンシリーズへのキューバ勢の出場が断たれた。

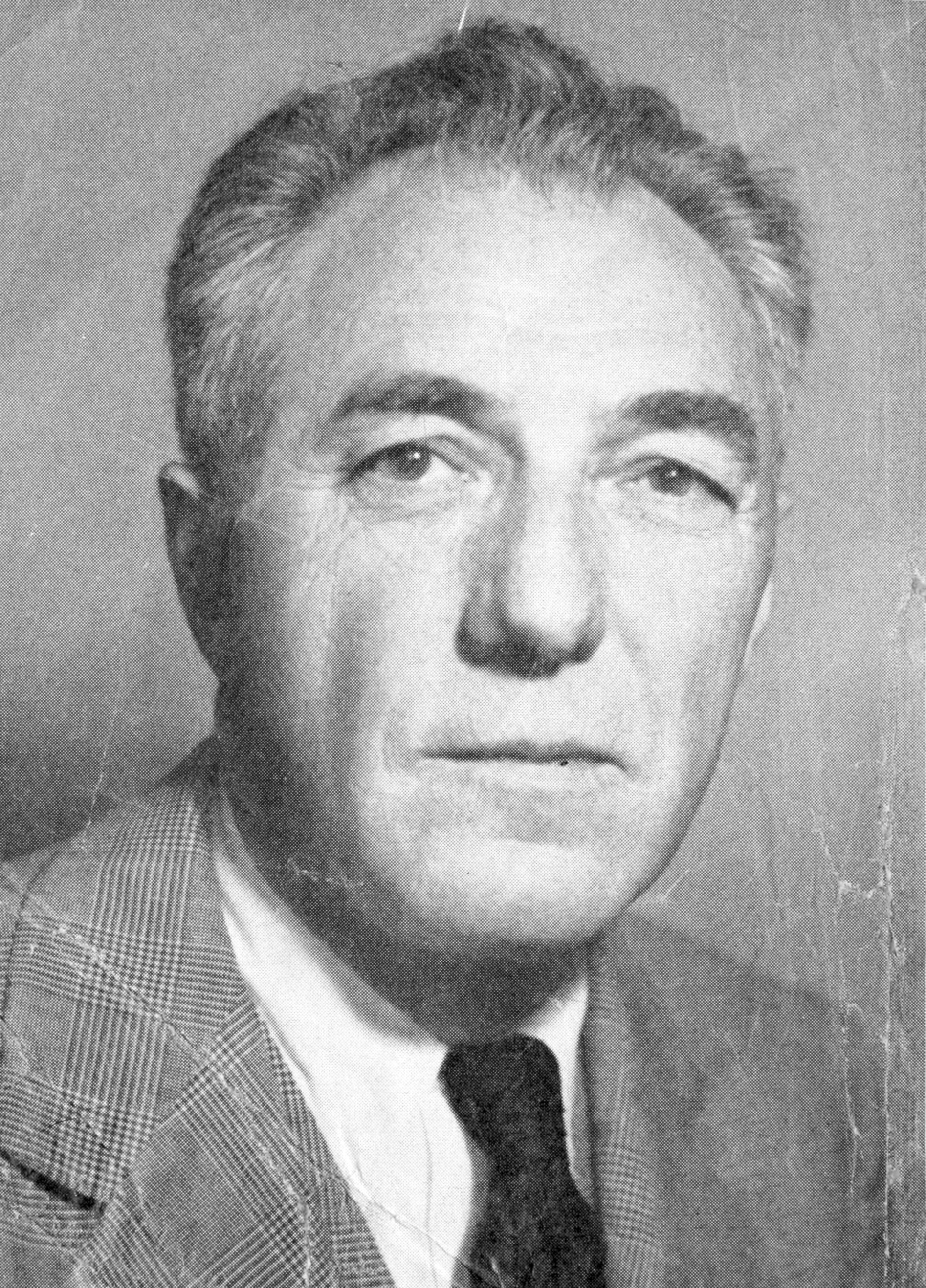
フォード・フリックはハッピー・チャンドラーを引き継ぎ、MLBコミッショナーを9月から11月まで務めた。彼がオーガナイズド・ベースボールの長としてキューバからの撤退を進めたことで、カリビアンシリーズは活動を休止した

フリックがカリビアンシリーズのキューバ開催取りやめを発表した際に、代替地とされたのがベネズエラの首都カラカスだった。1961年、キューバを除くCBPC加盟3か国・地域は、カラカスで大会を開催した。しかしこれは、カリビアンシリーズの第13回大会ではなく、"セリエ・インテラメリカーナ" という別大会の扱いだった。1946年から1950年までの同名大会では開催地も招待球団も固定されていたが、今回のセリエ・インテラメリカーナではカリビアンシリーズと同様、持ち回り開催地にCBPC傘下ウィンターリーグ優勝球団が集結する方式がとられた。この大会には、のちに4か国目としてニカラグアが加わった。同国の "リーガ・ニカラグエンセ・デ・ベイスボル・プロフェシオナル" は1956年に夏季リーグとして創設され、翌年にNAPBLへ加盟しウィンターリーグへ移行していた。セリエ・インテラメリカーナにおいてニカラグア勢は、1963年大会でインディオス・デル・ボーエルが準優勝、自国の首都マナグアで開催された1964年大会ではティグレス・デル・シンコ・エストレージャスが優勝と、一定の成績を残した。だがこの大会も長くは続かず、1965年大会を最後に打ち切られた。

### 大会の再開、ドミニカ共和国とメキシコの参入
カリビアンシリーズは、プエルトリコの "リーガ・デ・ベイスボル・プロフェシオナル・デ・プエルトリコ" 会長ロドリゴ・オテロ・スーロらの尽力により、1961年大会中止から9年後の1970年に再開された。このとき、参加国・地域として従前のプエルトリコとベネズエラのほか、新たにドミニカ共和国が加わった。続いて翌1971年大会からは、メキシコも名を連ねた。この4か国・地域体制は、2013年大会までの43年間にわたって継続した。
ドミニカ共和国では1907年にティグレス・デル・リセイが設立され、この球団を中心に行われていた都市対抗試合が発展して、1921年に最初のプロリーグが発足した。このリーグは時の独裁者ラファエル・トルヒーヨが人気取りに利用するほど活況を呈したが、その際の放漫経営から1937年をもって活動を休止した。国内プロ野球が不在の間に国外でプロとして活動する選手もおり、1950年の第2回カリビアンシリーズにはプエルトリコ代表クリオージョス・デ・カグアスから、グイグイー・ルーカスとテテーロ・バルガスの2選手がドミニカ共和国出身者として初めて出場している。翌1951年、プロ野球が "リーガ・デ・ベイスボル・プロフェシオナル・デ・ラ・レプブリカ・ドミニカーナ"（LIDOM）として再開された。ただし、ドミニカ共和国のプロ野球はプエルトリコやキューバなどの周辺他国・地域と異なり、夏季リーグとして運営されていた。MLBは1947年の有色人種選手解禁以降、カリブ海沿岸地域を有望選手の供給源とみなすようになり、ドミニカ共和国の選手をMLB入りさせるためにLIDOMと業務提携を締結、1955-56シーズンからLIDOMをウィンターリーグにさせた。
メキシコからは、"リーガ・メヒカーナ・デル・パシフィコ"（LMP）優勝チームへカリビアンシリーズ出場権が与えられる。LMPは、リーガ・メヒカーナ・デ・ベイスボル（メキシコ夏季リーグ）とは別組織である。LMPは1945年に "リーガ・デ・ラ・コスタ・デル・パシフィコ" として発足した。創設時の球団数は4で、球団本拠地はソノラ州のエルモシージョとグアイマス、シナロア州のクリアカンとマサトランにあった。メキシコへの野球伝来ルートのひとつがこのあたりにあるとされ、グアイマスがメキシコ野球発祥の地を自認するなど、このあたりは野球人気が高い地方である。その後、リーグ名は "パシフィコ"（西: Pacífico＝太平洋）という単語が外されて "リーガ・インベルナル・デ・ソノラ" や "リーガ・インベルナル・ソノラ＝シナロア" など、州名を入れた名称に変わった。1970-71シーズンより、CBPCの要請に応じてリーグ名をLMPとしたことで、カリビアンシリーズへの参入を認められた。LMPの球団数は年々増加し、1970-71シーズンには発足時の倍の8にまで増えていたが、球団本拠地はいずれもソノラ州かシナロア州だった。

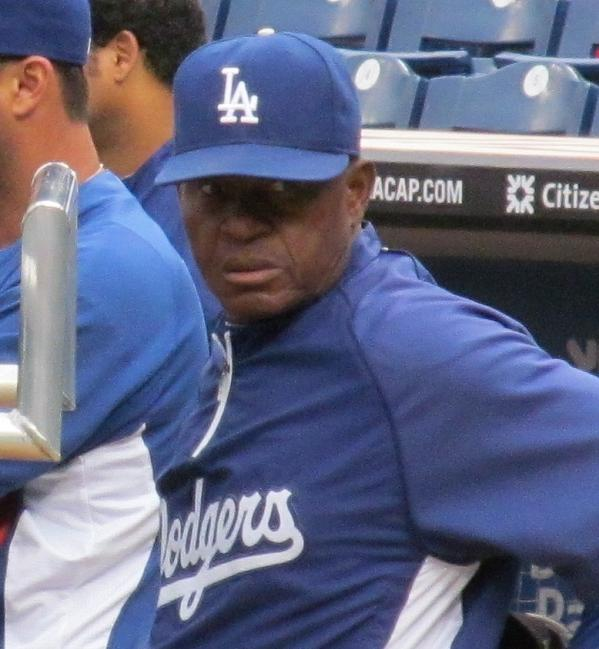
マニー・モタはティグレス・デル・リセイ在籍中にLIDOM優勝を5度、カリビアンシリーズ優勝を1度経験しており、このときを「我が野球人生の絶頂期」と振り返る

プエルトリコを除く3か国の初優勝は、ベネズエラ勢が1970年大会、ドミニカ共和国勢が1971年大会、そしてメキシコ勢が1976年大会である。再開初年度の1970年大会はベネズエラの首都カラカスで開催され、開催国からはナベガンテス・デル・マガジャネスが出場した。ナベガンテスは前季までカラカスを本拠地都市としたのち、1969-70シーズンからカラボボ州バレンシアへ移転していたため、今大会はカラカスへの凱旋でもあった。5勝1敗で迎えた第7戦は、逆転優勝の可能性を残すプエルトリコ代表レオネス・デ・ポンセとの直接対決で、相手に3度もリードを許しながらその都度追いついて延長11回にガス・ギルのサヨナラ打で優勝を決めた。一方、この大会で初出場のドミニカ共和国代表ティグレス・デル・リセイは、選手兼任監督マニー・モタの下で1勝7敗の最下位に沈んだ。しかし翌年、ティグレスは再びモタを選手兼任監督に据えてカリビアンシリーズに出場し、今度は6戦全勝で初優勝を果たした。1971年大会でモタは優勝監督となっただけでなく、中堅手としても19打数11安打の打率.579と活躍し、大会MVPとベストナインを受賞した。メキシコ勢の初優勝は他国・地域から遅れた。ナランヘーロス・デ・エルモシージョが優勝を決めたとき、開催地ドミニカ共和国サントドミンゴのエスタディオ・シバオは悪天候のため観衆はまばらだったが、監督のベンハミン・レイエスは「『メキシコのレベルは他の大会出場国より劣っているのでは』などという疑いを、少なくとも我々は払拭しつつある。今大会では間違いなく我々の方が優れていたからだ」と胸を張った。
ティグレス・デル・リセイのシリーズ初優勝時に球団代表を務めていたのが、モンチン・ピチャルドである。彼は元々は卓球選手で、1947年国内選手権制覇などの実績が評価され、1988年にドミニカ共和国スポーツ殿堂入りしている。ティグレスへは1954年に入団し、1963-64シーズンから球団代表として編成の責任を担った。ピチャルドの下でティグレスはLIDOMを11度制し、カリビアンシリーズでは1973年大会で2度目の優勝、さらに1977年・1980年・1985年・1991年と優勝を積み重ねていった。こうした強さは、ピチャルドとMLB球団の良好な関係によって支えられていた。特にロサンゼルス・ドジャース球団オーナーのピーター・オマリー、GMのアル・キャンパニスやトミー・ラソーダらとは特に親しくなり、この関係を基にドジャースからティグレスへ優れた人材が派遣された。ラソーダは1972-73シーズンから4季にわたってティグレスの監督を務め、1973年と1974年のカリビアンシリーズに出場している。1974年大会時、ティグレスにはモタやビル・バックナー、スティーブ・ガービーやチャーリー・ハフなど、ドジャースの選手が多く在籍していた。ピチャルドはドジャース以外にもドミニカ共和国を訪れたMLB球団幹部を歓待し、セントルイス・カージナルスやオークランド・アスレチックスとも関係を築いた。

### 1990年代以降
大会開催地はCBPC加盟国・地域の持ち回りで決められていたが、1980年代にはメキシコ開催時を除き大会の集客・収益が伸び悩むようになった。この時期、ベネズエラ人興行師でPolysport社代表のカルロス・イサーバが大会の興行権取得に向けて動いた。各球団への出場賞金6万5000ドルという条件をイサーバが提示し、CBPC内でメキシコリーグ "リーガ・メヒカーナ・デル・パシフィコ" を除く3か国・地域のリーグが賛成したため、1989年10月に交渉が合意に達し、翌1990年から3大会の興行権がイサーバの手に渡った。イサーバやHorrow Sports Ventures社のリック・ホロウらで構成される大会事務局は11月、1990年大会の開催地をアメリカ合衆国フロリダ州マイアミのオレンジボウルにすると発表した。イサーバはこれまでの大会の問題点として、開催国のチームが序盤でつまづくと客足が鈍ることを挙げ、ホロウは合衆国内6都市を含む24都市のなかからマイアミを選んだことや、望ましい観客動員が1試合あたり1万5000人から2万人程度であることを明かした。また、当時はフロリダ州を本拠地とするメジャーリーグベースボール（MLB）の球団が存在しない時代であり、マイアミ大学の野球部監督ロン・フレイザーやホロウは、カリビアンシリーズ開催が将来のMLBエクスパンションへ向けた試金石になるとの認識を持っていた。
結果として、イサーバらの手によるマイアミ進出は失敗に終わった。オレンジボウルは主にアメリカンフットボールで使用されているため、強引に野球へ転用したフィールドは左翼ポールまで公称わずか250フィート（約76.2m）しかない歪な形状となり、さらには前週にサッカーの国際親善大会 "マールボロカップ" が開催されていた影響で内野の芝もボコボコに荒れているなど、ひどい環境に選手らから不満の声が漏れた。集客にも失敗し、オレンジボウルの収容人員は7万4000人を超えていたにもかかわらず、カリビアンシリーズでは1試合あたり4,175人しか集めることができなかった。Polysport社のフアン・モラレスによれば、この大会で50万ドル程度の損失が見込まれるという。翌1991年、大会は開催球場を同市内のボビー・マドゥロ・マイアミ・スタジアムへ移した。ここはMLBのボルチモア・オリオールズが1959年から1990年までスプリングトレーニングの拠点としていた野球専用球場であり、ドミニカ共和国からの移民が多く住む一帯に位置していたため、観客動員も1試合あたり5,175人と前年よりは増加した。それでも2大会で経済的に満足できる結果は残せず、イサーバは自身が興行権を持つ最後の大会となる1992年大会について、マイアミ開催を断念した。
1999年頃から、キューバ復帰の可能性が探られるようになる。特に2006年3月、第1回ワールド・ベースボール・クラシックにおいてキューバ代表が準優勝の好成績を収めると、監督のイヒニオ・ベレスが「シリーズへの招待も待っているよ」と発言するなど、再参加の可能性が大きくなっていった。2012年には同国野球連盟の会長に就いていたベレスが、厳しい国家財政のため大会開催費用の負担が必要な正式参加国にはなれないが、そうではない招待国としてなら大会に参加してもよいと述べた。折衝の末に2013年6月、翌2014年の大会からキューバが復帰することが決まった。また2008年大会は、プエルトリコのリーグが財政難のために活動を休止したことから、代わりに開催国のドミニカ共和国から2チームが参加している。

## 大会方式
現在の参加チームは、以下の各国・地域冬季リーグを制した球団である。ただし各チームともカリビアンシリーズ出場に際しては、それぞれが所属するリーグの他球団からシリーズに向けて選手を補強することが認められている。
- ドミニカ共和国：リーガ・デ・ベイスボル・プロフェシオナル・デ・ラ・レプブリカ・ドミニカーナ（西: Liga de Béisbol Profesional de la República Dominicana）
- プエルトリコ：リーガ・デ・ベイスボル・プロフェシオナル・ロベルト・クレメンテ（西: Liga de Béisbol Profesional Roberto Clemente）
- ベネズエラ：リーガ・ベネソラーナ・デ・ベイスボル・プロフェシオナル（西: Liga Venezolana de Béisbol Profesional）
- メキシコ：リーガ・メヒカーナ・デル・パシフィコ（西: Liga Mexicana del Pacifico）
- 招待国・地域（大会ごとに異なる）

## 結果・成績

### 歴代大会結果
総当たり制時代
| 年                                                   | 優勝球団                               | 優勝回数       | 成績      | 開催地                                             |
| ---------------------------------------------------- | -------------------------------------- | -------------- | --------- | -------------------------------------------------- |
| 1949年                                               | アラクラーネス・デル・アルメンダーレス | 初優勝         | 6勝0敗    | ハバナ州ハバナ                                     |
| 1950年                                               | カルタ・ビエハ・ヤンキース             | 初優勝         | 5勝2敗    | サンフアン                                         |
| 1951年                                               | カングレヘーロス・デ・サントゥルセ     | 初優勝         | 5勝1敗    | カラカス（首都地区リベルタドル）                   |
| 1952年                                               | レオネス・デル・ハバナ                 | 初優勝         | 5勝0敗1分 | パナマ県パナマシティ                               |
| 1953年                                               | カングレヘーロス・デ・サントゥルセ     | 02年ぶり02回目 | 6勝0敗    | ハバナ州ハバナ                                     |
| 1954年                                               | クリオージョス・デ・カグアス           | 初優勝         | 4勝2敗    | サンフアン                                         |
| 1955年                                               | カングレヘーロス・デ・サントゥルセ     | 02年ぶり03回目 | 5勝1敗    | カラカス（首都地区リベルタドル）                   |
| 1956年                                               | エレファンテス・デ・シエンフエーゴス   | 初優勝         | 5勝1敗    | パナマ県パナマシティ                               |
| 1957年                                               | ティグレス・デ・マリアナオ             | 初優勝         | 5勝1敗    | ハバナ州ハバナ                                     |
| 1958年                                               | ティグレス・デ・マリアナオ             | 02年連続02回目 | 4勝2敗    | サンフアン                                         |
| 1959年                                               | アラクラーネス・デル・アルメンダーレス | 10年ぶり02回目 | 5勝1敗    | カラカス（首都地区リベルタドル）                   |
| 1960年                                               | エレファンテス・デ・シエンフエーゴス   | 04年ぶり02回目 | 6勝0敗    | パナマ県パナマシティ                               |
| 1961年-1969年：キューバ革命の影響のため中止          |                                        |                |           |                                                    |
| 1970年                                               | ナベガンテス・デル・マガジャネス       | 初優勝         | 7勝1敗    | カラカス（首都地区リベルタドル）                   |
| 1971年                                               | ティグレス・デル・リセイ               | 初優勝         | 6勝0敗    | サンフアン                                         |
| 1972年                                               | レオネス・デ・ポンセ                   | 初優勝         | 5勝1敗    | 国家地区サントドミンゴ                             |
| 1973年                                               | ティグレス・デル・リセイ               | 02年ぶり02回目 | 5勝1敗    | カラカス（首都地区リベルタドル）                   |
| 1974年                                               | クリオージョス・デ・カグアス           | 20年ぶり02回目 | 4勝2敗    | ソノラ州エルモシージョ                             |
| 1975年                                               | バケーロス・デ・バヤモン               | 初優勝         | 5勝1敗    | サンフアン                                         |
| 1976年                                               | ナランヘーロス・デ・エルモシージョ     | 初優勝         | 5勝1敗    | 国家地区サントドミンゴ                             |
| 1977年                                               | ティグレス・デル・リセイ               | 04年ぶり03回目 | 6勝0敗    | カラカス（首都地区リベルタドル）                   |
| 1978年                                               | インディオス・デ・マヤグエス           | 初優勝         | 5勝1敗    | シナロア州マサトラン                               |
| 1979年                                               | ナベガンテス・デル・マガジャネス       | 09年ぶり02回目 | 5勝1敗    | サンフアン                                         |
| 1980年                                               | ティグレス・デル・リセイ               | 03年ぶり04回目 | 4勝2敗    | 国家地区サントドミンゴ                             |
| 1981年：ベネズエラリーグ選手会のストライキのため中止 |                                        |                |           |                                                    |
| 1982年                                               | レオネス・デル・カラカス               | 初優勝         | 5勝1敗    | ソノラ州エルモシージョ                             |
| 1983年                                               | ローボス・デ・アレシーボ               | 初優勝         | 5勝1敗    | カラカス（首都地区リベルタドル）                   |
| 1984年                                               | アギラス・デル・スリア                 | 初優勝         | 5勝1敗    | サンフアン                                         |
| 1985年                                               | ティグレス・デル・リセイ               | 05年ぶり05回目 | 5勝1敗    | シナロア州マサトラン                               |
| 1986年                                               | アギラス・デ・メヒカリ                 | 初優勝         | 4勝2敗    | スリア州マラカイボ                                 |
| 1987年                                               | クリオージョス・デ・カグアス           | 13年ぶり03回目 | 5勝2敗    | ソノラ州エルモシージョ                             |
| 1988年                                               | レオネス・デル・エスコヒード           | 初優勝         | 4勝2敗    | 国家地区サントドミンゴ                             |
| 1989年                                               | アギラス・デル・スリア                 | 05年ぶり02回目 | 5勝1敗    | シナロア州マサトラン                               |
| 1990年                                               | レオネス・デル・エスコヒード           | 02年ぶり02回目 | 5勝1敗    | フロリダ州マイアミ                                 |
| 1991年                                               | ティグレス・デル・リセイ               | 06年ぶり06回目 | 5勝0敗    | フロリダ州マイアミ                                 |
| 1992年                                               | インディオス・デ・マヤグエス           | 14年ぶり02回目 | 5勝1敗    | ソノラ州エルモシージョ                             |
| 1993年                                               | カングレヘーロス・デ・サントゥルセ     | 38年ぶり04回目 | 5勝2敗    | シナロア州マサトラン                               |
| 1994年                                               | ティグレス・デル・リセイ               | 03年ぶり07回目 | 5勝1敗    | アンソアテギ州プエルト・ラ・クルーズ               |
| 1995年                                               | セナドーレス・デ・サンフアン           | 初優勝         | 6勝0敗    | サンフアン                                         |
| 1996年                                               | トマテロス・デ・クリアカン             | 初優勝         | 5勝1敗    | 国家地区サントドミンゴ                             |
| 1997年                                               | アギラス・シバエーニャス               | 初優勝         | 4勝2敗    | ソノラ州エルモシージョ                             |
| 1998年                                               | アギラス・シバエーニャス               | 02年連続02回目 | 6勝0敗    | アンソアテギ州プエルト・ラ・クルーズ               |
| 1999年                                               | ティグレス・デル・リセイ               | 05年ぶり08回目 | 5勝2敗    | サンフアン                                         |
| 2000年                                               | カングレヘーロス・デ・サントゥルセ     | 07年ぶり05回目 | 6勝0敗    | 国家地区サントドミンゴ                             |
| 2001年                                               | アギラス・シバエーニャス               | 03年ぶり03回目 | 4勝2敗    | シナロア州クリアカン                               |
| 2002年                                               | トマテロス・デ・クリアカン             | 06年ぶり02回目 | 5勝1敗    | カラカス（首都地区リベルタドル）                   |
| 2003年                                               | アギラス・シバエーニャス               | 02年ぶり04回目 | 6勝1敗    | カロリーナ                                         |
| 2004年                                               | ティグレス・デル・リセイ               | 05年ぶり09回目 | 5勝1敗    | 国家地区サントドミンゴ                             |
| 2005年                                               | ベナードス・デ・マサトラン             | 初優勝         | 5勝1敗    | シナロア州マサトラン                               |
| 2006年                                               | レオネス・デル・カラカス               | 24年ぶり02回目 | 6勝0敗    | カラボボ州バレンシア、アラグア州マラカイ           |
| 2007年                                               | アギラス・シバエーニャス               | 04年ぶり05回目 | 5勝1敗    | カロリーナ                                         |
| 2008年                                               | ティグレス・デル・リセイ               | 04年ぶり10回目 | 5勝1敗    | サンティアゴ州サンティアゴ・デ・ロス・カバリェロス |
| 2009年                                               | ティグレス・デ・アラグア               | 初優勝         | 5勝1敗    | バハ・カリフォルニア州メヒカリ                     |
| 2010年                                               | レオネス・デル・エスコヒード           | 20年ぶり03回目 | 5勝1敗    | ヌエバ・エスパルタ州マルガリータ島                 |
| 2011年                                               | ヤキス・デ・オブレゴン                 | 初優勝         | 4勝2敗    | マヤグエス                                         |
| 2012年                                               | レオネス・デル・エスコヒード           | 02年ぶり04回目 | 4勝2敗    | 国家地区サントドミンゴ                             |

優勝決定戦制時代
| 年     | 優勝球団（リーグ戦順位）                    | 優勝回数       | 決勝戦 | （リーグ戦順位）準優勝球団                   | 開催地                                                         |
| ------ | ------------------------------------------- | -------------- | ------ | -------------------------------------------- | -------------------------------------------------------------- |
| 2013年 | ヤキス・デ・オブレゴン（2位）               | 02年ぶり02回目 | 4－3   | （1位）レオネス・デル・エスコヒード          | ソノラ州エルモシージョ                                         |
| 2014年 | ナランヘーロス・デ・エルモシージョ（2位）   | 38年ぶり02回目 | 7－1   | （4位）インディオス・デ・マヤグエス          | ヌエバ・エスパルタ州マルガリータ島                             |
| 2015年 | ベゲーロス・デ・ピナール・デル・リオ（4位） | 初優勝         | 3－2   | （3位）トマテロス・デ・クリアカン            | サンフアン                                                     |
| 2016年 | ベナードス・デ・マサトラン（1位）           | 11年ぶり02回目 | 5x－4  | （2位）ティグレス・デ・アラグア              | 国家地区サントドミンゴ                                         |
| 2017年 | クリオージョス・デ・カグアス（4位）         | 30年ぶり04回目 | 1－0   | （2位）アギラス・デ・メヒカリ                | シナロア州クリアカン                                           |
| 2018年 | クリオージョス・デ・カグアス（3位）         | 02年連続05回目 | 9－4   | （4位）アギラス・シバエーニャス              | ハリスコ州サポパン                                             |
| 2019年 | トロス・デ・エレーラ（B組1位）              | 初優勝         | 3－1   | （A組1位）レニャドレス・デ・ラス・トゥーナス | パナマ県パナマシティ                                           |
| 2020年 | トロス・デル・エステ（1位）                 | 初優勝         | 9－3   | （2位）カルデナレス・デ・ララ                | サンフアン                                                     |
| 2021年 | アギラス・シバエーニャス（1位）             | 14年ぶり06回目 | 4－1   | （2位）クリオージョス・デ・カグアス          | シナロア州マサトラン                                           |
| 2022年 | カイマネス・デ・バランキージャ（2位）       | 初優勝         | 4－1   | （1位）ヒガンテス・デル・シバオ              | 国家地区サントドミンゴ                                         |
| 2023年 | ティグレス・デル・リセイ（4位）             | 15年ぶり11回目 | 3－0   | （2位）レオネス・デル・カラカス              | グランカラカス（首都地区リベルタドル、ラ・グアイラ州マクート） |
| 2024年 | ティブロネス・デ・ラ・グアイラ（1位）       | 初優勝         | 3－0   | （3位）ティグレス・デル・リセイ              | フロリダ州マイアミ                                             |
| 2025年 | レオネス・デル・エスコヒード（3位）         | 13年ぶり05回目 | 1－0   | （1位）チャロス・デ・ハリスコ                | バハ・カリフォルニア州メヒカリ                                 |

### 優勝監督と大会MVP
優勝監督と大会MVP受賞者の左には、その人物の出身国の国旗を配した。また、大会MVP受賞者が優勝球団以外から選出された場合には、注釈を付した。
| 年     | 優勝球団                               | 監督                       | MVP受賞者（ポジション）    | MVP受賞者（ポジション） |
| ------ | -------------------------------------- | -------------------------- | -------------------------- | ----------------------- |
| 1949年 | アラクラーネス・デル・アルメンダーレス | フェルミン・ゲラ           | アガピト・マヨール         | （投手）                |
| 1950年 | カルタ・ビエハ・ヤンキース             | ウェイン・ブラックバーン   | ジョー・トゥミネリ         | （内野手）              |
| 1951年 | カングレヘーロス・デ・サントゥルセ     | ジョージ・スケールズ       | ルイス・オルモ             | （外野手）              |
| 1952年 | レオネス・デル・ハバナ                 | マイク・ゴンザレス         | トミー・ファイン           | （投手）                |
| 1953年 | カングレヘーロス・デ・サントゥルセ     | バスター・クラークソン     | ウィラード・ブラウン       | （外野手）              |
| 1954年 | クリオージョス・デ・カグアス           | ミッキー・オーウェン       | ジム・リベラ               | （外野手）              |
| 1955年 | カングレヘーロス・デ・サントゥルセ     | ハーマン・フランクス       | ドン・ジマー               | （内野手）              |
| 1956年 | エレファンテス・デ・シエンフエーゴス   | オスカル・ロドリゲス       | レイ・ノーブル             | （捕手）                |
| 1957年 | ティグレス・デ・マリアナオ             | ナップ・レイエス           | ソリー・ドレイク           | （外野手）              |
| 1958年 | ティグレス・デ・マリアナオ             | ナップ・レイエス           | アール・バッティ           | （捕手）                |
| 1959年 | アラクラーネス・デル・アルメンダーレス | クレメンテ・カレーラ       | ノーム・キャッシュ         | （内野手）              |
| 1960年 | エレファンテス・デ・シエンフエーゴス   | トニー・カスターニョ       | トミー・デービス           | （外野手）              |
| 1970年 | ナベガンテス・デル・マガジャネス       | カルロス・パスカル         | ゴンサロ・マルケス         | （内野手）              |
| 1971年 | ティグレス・デル・リセイ               | マニー・モタ               | マニー・モタ               | （外野手＝監督兼任）    |
| 1972年 | レオネス・デ・ポンセ                   | フランク・バーディ         | カルロス・メイ             | （外野手）              |
| 1973年 | ティグレス・デル・リセイ               | トミー・ラソーダ           | ボビー・バレンタイン       | （内野手）              |
| 1974年 | クリオージョス・デ・カグアス           | ボビー・ワイン             | エクトル・エスピーノ       | （内野手）              |
| 1975年 | バケーロス・デ・バヤモン               | ホセ・パガン               | ウィリー・モンタニェス     | （内野手）              |
| 1976年 | ナランヘーロス・デ・エルモシージョ     | ベンハミン・レイエス       | エクトル・エスピーノ       | （内野手）              |
| 1977年 | ティグレス・デル・リセイ               | バック・ロジャース         | リコ・カーティー           | （内野手）              |
| 1978年 | インディオス・デ・マヤグエス           | レネ・ラッチマン           | レオン・ロバーツ           | （外野手）              |
| 1979年 | ナベガンテス・デル・マガジャネス       | ウィリー・ホートン         | ミッチェル・ペイジ         | （外野手）              |
| 1980年 | ティグレス・デル・リセイ               | デル・クランドール         | ルディ・ロー               | （外野手）              |
| 1982年 | レオネス・デル・カラカス               | チコ・カラスケル           | ボー・ディアス             | （捕手）                |
| 1983年 | ローボス・デ・アレシーボ               | ロン・クラーク             | グレン・ウォーカー         | （外野手）              |
| 1984年 | アギラス・デル・スリア                 | ルーベン・アマロ           | テリー・フランコーナ       | （内野手）              |
| 1985年 | ティグレス・デル・リセイ               | テリー・コリンズ           | ホセ・リーホ               | （投手）                |
| 1986年 | アギラス・デ・メヒカリ                 | ベンハミン・レイエス       | ランディ・レディ           | （内野手）              |
| 1987年 | クリオージョス・デ・カグアス           | ラモン・アビレス           | カルメロ・マルティネス     | （内野手）              |
| 1988年 | レオネス・デル・エスコヒード           | フィル・リーガン           | ルフィーノ・リナレス       | （内野手）              |
| 1989年 | アギラス・デル・スリア                 | ピート・マッカニン         | フィル・スティーブンソン   | （内野手）              |
| 1990年 | レオネス・デル・エスコヒード           | フェリペ・アルー           | ジェロニモ・ベローア       | （内野手）              |
| 1991年 | ティグレス・デル・リセイ               | ジョン・ローズボロ         | ジェロニモ・ベローア       | （内野手）              |
| 1992年 | インディオス・デ・マヤグエス           | パット・ケリー             | チャド・クルーター         | （捕手）                |
| 1993年 | カングレヘーロス・デ・サントゥルセ     | マコ・オリベラス           | ヘクター・ビヤヌエバ       | （内野手）              |
| 1994年 | ティグレス・デル・リセイ               | ケイシー・パーソンズ       | ジム・ボウイ               | （内野手）              |
| 1995年 | セナドーレス・デ・サンフアン           | ルイス・メレンデス         | ロベルト・アロマー         | （内野手）              |
| 1996年 | トマテロス・デ・クリアカン             | フランシスコ・エストラーダ | ダリル・ブリンクリー       | （外野手）              |
| 1997年 | アギラス・シバエーニャス               | マイク・クワーディ         | マット・スターク           | （指名打者）            |
| 1998年 | アギラス・シバエーニャス               | トニー・ペーニャ           | ネイフィ・ペレス           | （内野手）              |
| 1999年 | ティグレス・デル・リセイ               | デーブ・ヤウス             | ネイフィ・ペレス           | （内野手）              |
| 2000年 | カングレヘーロス・デ・サントゥルセ     | マコ・オリベラス           | ホセ・クルーズ・ジュニア   | （外野手）              |
| 2001年 | アギラス・シバエーニャス               | フェリックス・フェルミン   | エルビエル・デュラーゾ     | （内野手）              |
| 2002年 | トマテロス・デ・クリアカン             | フランシスコ・エストラーダ | アダン・アメズクア         | （捕手）                |
| 2003年 | アギラス・シバエーニャス               | フェリックス・フェルミン   | デビッド・オルティーズ     | （内野手）              |
| 2004年 | ティグレス・デル・リセイ               | マニー・アクタ             | フランシス・ベルトラン     | （投手）                |
| 2005年 | ベナードス・デ・マサトラン             | フアン・ホセ・パチョ       | フランシスコ・カンポス     | （投手）                |
| 2006年 | レオネス・デル・カラカス               | カルロス・スベーロ         | ラモン・ヘルナンデス       | （内野手）              |
| 2007年 | アギラス・シバエーニャス               | フェリックス・フェルミン   | トニー・バティスタ         | （内野手）              |
| 2008年 | ティグレス・デル・リセイ               | ヘクター・デラクルーズ     | ラモン・オルティズ         | （投手）                |
| 2009年 | ティグレス・デ・アラグア               | バディ・ベイリー           | フランシスコ・ブット       | （投手）                |
| 2010年 | レオネス・デル・エスコヒード           | ケン・オバークフェル       | フェルナンド・マルティネス | （外野手）              |
| 2011年 | ヤキス・デ・オブレゴン                 | エディ・ディアス           | ホルヘ・バスケス           | （内野手）              |
| 2012年 | レオネス・デル・エスコヒード           | ケン・オバークフェル       | ハイロ・アセンシオ         | （投手）                |
| 2013年 | ヤキス・デ・オブレゴン                 | エディ・ディアス           | ルイス・メンドーサ         | （投手）                |
| 2014年 | ナランヘーロス・デ・エルモシージョ     | マティアス・カリーヨ       | クリス・ロバーソン         | （外野手）              |
| 2015年 | ベゲーロス・デ・ピナール・デル・リオ   | アルフォンソ・ウルキオラ   | フレデリク・セペダ         | （外野手）              |
| 2016年 | ベナードス・デ・マサトラン             | フアン・ホセ・パチョ       | ホセ・マルティネス         | （外野手）              |
| 2017年 | クリオージョス・デ・カグアス           | ルイス・マトス             | デビッド・ビダル           | （内野手）              |
| 2018年 | クリオージョス・デ・カグアス           | ルイス・マトス             | アンソニー・ガルシア       | （外野手）              |
| 2019年 | トロス・デ・エレーラ                   | マヌエル・ロドリゲス       | ハビー・ゲラ               | （内野手）              |
| 2020年 | トロス・デル・エステ                   | リノ・リベラ               | ピーター・オブライエン     | （内野手）              |
| 2021年 | アギラス・シバエーニャス               | フェリックス・フェルミン   | フアン・ラガーレス         | （外野手）              |
| 2022年 | カイマネス・デ・バランキージャ         | ホセ・モスケーラ           | レイナルド・ロドリゲス     | （内野手）              |
| 2023年 | ティグレス・デル・リセイ               | ホセ・オファーマン         | シーザー・バルデス         | （投手）                |
| 2024年 | ティブロネス・デ・ラ・グアイラ         | オジー・ギーエン           | リカルド・ピント           | （投手）                |
| 2025年 | レオネス・デル・エスコヒード           | アルバート・プホルス       | エスミル・ロジャース       | （投手）                |

### 球団所在国・地域別成績
| 国             | 優勝回数 | 優勝年度 |
| -------------- | -------- | --- |
| ドミニカ共和国 | 23       | 1971, 1973, 1977, 1980, 1985, 1988, 1990, 1991, 1994, 1997, 1998, 1999, 2001, 2003, 2004, 2007, 2008, 2010, 2012, 2020, 2021, 2023, 2025 |
| プエルトリコ   | 16       | 1951, 1953, 1954, 1955, 1972, 1974, 1975, 1978, 1983, 1987, 1992, 1993, 1995, 2000, 2017, 2018                                           |
| メキシコ       | 9        | 1976, 1986, 1996, 2002, 2005, 2011, 2013, 2014, 2016                                                                                     |
| キューバ       | 8        | 1949, 1952, 1956, 1957, 1958, 1959, 1960, 2015                                                                                           |
| ベネズエラ     | 8        | 1970, 1979, 1982, 1984, 1989, 2006, 2009, 2024                                                                                           |
| パナマ         | 2        | 1950, 2019 |
| コロンビア     | 1        | 2022 |